# UNSF
La Forza di Sicurezza delle Nazioni Unite nell'ovest della Nuova Guinea (UNSF dall'inglese United Nations Security Force in West New Guinea) fu una forza delle Nazioni Unite per mantenere la sicurezza nel “Territorio sotto la Temporanea Autorità Esecutiva delle Nazioni Unite” stabilito dopo l'accordo tra i Paesi Bassi e l'Indonesia.

## Storia
Il contingente dislocato, composto da 1.500 militari e 75 avieri, doveva garantire la sicurezza nella regione e che nessuno dei contendenti mettesse piede sull'isola con un contingente armato.
Il costo della missione fu pagato in parti uguali dal governo olandese e quello indonesiano.
La missione si concluse il 1º maggio 1963 con il passaggio di poteri all'autorità indonesiana.
Gli osservatori militari provenivano da: Brasile, Ceylon, India, Irlanda, Nigeria e Svezia.